# Okrug Lincoln, Novi Meksiko
| Lincoln                                                    |                                 |
| Zemljovid Novog Meksika s označenim okrugom Lincolnom.     |                                 |
| Zemljovid SAD s označenom saveznom državom Novim Meksikom. |                                 |
| Osnovan:                                                   | 1869.                           |
| Sjedište:                                                  | Carrizozo                       |
| Najveće naselje:                                           | Ruidoso                         |
| Površina:                                                  | 12.512 km2                      |
| Br. stanovnika (2010.):                                    | 20.497                          |
| Kongresni okrug:                                           | 2.                              |
| Vremenska zona:                                            | Stjenjačko vrijeme: UTC-7/-6    |
| Službene stranice:                                         | http://www.lincolncountynm.net/ |

Lincoln je okrug u američkoj saveznoj državi Novom Meksiku.

## Stanovništvo
Prema popisu stanovništva 2010., stanovnici su 85,1% bijelci, 0,5% "crnci ili afroamerikanci", 2,4% "američki Indijanci i aljaskanski domorodci", 0,4% Azijci, 0,0% Havajci ili tihooceanski otočani, 2,5% dviju ili više rasa, 9,1% ostalih rasa. Hispanoamerikanaca i Latinoamerikanaca svih rasa bilo je 29,8%.

## Vanjske poveznice
- Postal History Poštanski uredi u okrugu Lincolnu, Novi Meksiko